# Liste des princes de Domnonée armoricaine
Liste des princes de Domnonée

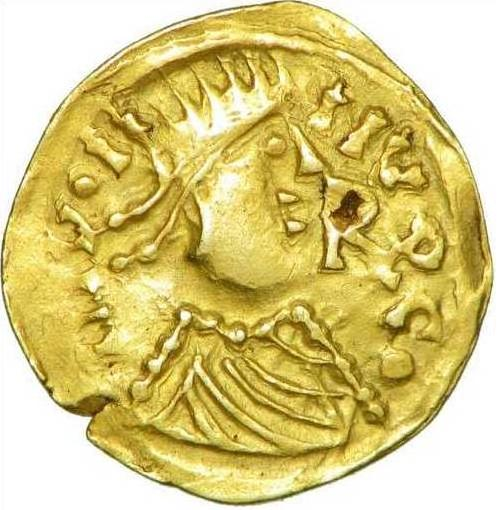
Monnaie de Judicaël de Domnonée (un triens), milieu du VIIe siècle.

Selon l’hagiographie bretonne, la Domnonée est un royaume fondé dans le nord de l'Armorique au début du VIe siècle par des émigrés Bretons sous la conduite de Riwal. Le thème onomastique dominant de la dynastie est le composant Iud qui signifie Seigneur ou Chef de guerre.
Dans la vita de Winoc on trouve une généalogie des ancêtres des rois de Domnonée : Riwalus Britanniae dux filius fuit Derochi filii Guitolin filii Urbieni filli Catoi filli Gerontonis [...] Iste Riwalus genuit filium nomine Derochum et Derochud genuit Riatham et Riatha genuit Ionam et Iona genuit Juduualum et Juduualus genuit Juthaelum. Juthaelus genuit sanctum Judicaëlum regem 

## Rois, duc ou comtes deDomnonée
Les dates de règne sont approximatives et spéculatives.
| Nom                                                      | Dates de règne          | Notes |
| -------------------------------------------------------- | ----------------------- | --- |
| Riwall Meur Marthou                                      | ca.510-520              | - Père présumé du suivant. Souverain légendaire (Domnonicae partis ducem), apparaît dans certaines sources comme issu de la famille royale de Domnonée insulaire et ecclésiastique. Ses « frères Urbien et Donot » exercent la même fonction de chef d'émigration, en accord avec Childebert Ier.                        |
| Deroch                                                   | ca.520-535              | - Père présumé du suivant. Selon plusieurs spécialistes, il ne serait qu'un surnom de Riatham signifiant "arrogant", du latin Ferox par l'intermédiaire du gallois ; voir article détaillé. |
| Jonas / Iona                                             | ca.535-540              | - Père présumé du suivant. |
| Judwal                                                   | ca.540-545 ; ca.555-580 | - Père de Judaël, usurpé par Conomor. Cette usurpation s'applique cependant peut-être à son père, Jonas. |
| Conomor, comte du Poher et des Cornouailles insulaires ? | ca.540-555              | - Usurpe traditionnellement le trône après sa régence. Très connu des hagiographies bretonnes, et plus largement de la littérature traditionnelle pour sa cruauté mythique. Épouse sainte Tréphine, fille de Waroch, dont il fera une martyre ; il combat aux côtés des francs de Childebert avant d'en être la victime. |
| Judaël                                                   | ca.580-605              | - Père du suivant. |
| Haëloc                                                   | ca.605-610              | - Fils puîné du précédent ; il usurpe, par les manœuvres de son père de fosterage, Rethwal, le trône à son frère aîné, saint Judicaël. |
| Saint Judicaël                                           | †647/652                | - Récupère le trône du précédent, son frère. Disciple de saint Méen, il parlemente efficacement avec le roi franc Dagobert Ier et un de ses conseillers passé à la postérité, Éloi de Noyon. |
| Saint Josse / Judoc                                      | †669                    | - Frère présumé du précédent. Abdique pour se faire pèlerin ; meurt dans son abbaye, à Saint-Josse-sur-mer. |
| Saint Winoc de Bergues                                   | †717                    | - Parent de Judicaël (fils ou neveu ?), devenu moine et fondateur légendaire de l'abbaye de Saint-Winoc. |

### Princes et comtes oubliés
- Saint Fracan
- Riatham (une probable résurgence du chef britto-romain Riothamus [fl.469])

## Sources
- Arthur de La Borderie Histoire de Bretagne Tome I p. 580
- Alan-Joseph Raude L'origine géographique des Bretons armoricains Dalc'homp Sonj ! Lorient (1996)  (ISBN 2-905929-10-3).